# Ізометрична проєкція
Ізометри́чна проє́кція — це різновид аксонометричної проєкції, при якій у відображенні тривимірного об'єкта на площину коефіцієнт спотворення по всіх трьох осях однаковий. 
Термін «ізометрична» в назві проєкції прийшов з грецької мови і означає «однаковий розмір» (isos — однаковий, рівний + metria — розмір, вимірювання), відбиваючи той факт, що в цій проєкції масштаби по всіх осях однакові. В інших видах проєкцій це не так.
Ізометрична проєкція використовується в технічному кресленні і САПР для побудови наочних зображень деталей на креслениках, а також в комп'ютерній графіці для побудови тривимірних об'єктів і панорам.
Слід зазначити, що паралельні проєкції, різновидом яких є аксонометричні і, в тому числі ізометричні проєкції поділяються на ортогональні (перпендикулярні), з напрямом проєціювання перпендикулярним до площини проєкції, і косокутні, з кутом між напрямом і площиною, відмінним від прямого.
За ДСТУ 3321:2003 та ГОСТ 2.317-69 аксонометричні проєкції можуть бути і ортогональними, і косокутними.

## Стандартні ізометричні проєкції[3][2]
|             |                        |                           |
| Прямокутній | Косокутній фронтальній | Косокутній горизонтальній |

### Прямокутна (ортогональна) ізометрична проєкція
У прямокутній ізометричній проєкції аксонометричні осі утворюють між собою кути у 120°, вісь Z' спрямована вертикально. Коефіцієнти спотворення ({\displaystyle k_{x},k_{y},k_{z}}) мають числове значення {\displaystyle {\sqrt {\frac {2}{3}}}\approx 0{,}82}. Зазвичай, для спрощення побудов ізометричну проєкцію виконують без спотворень по осях, тобто коефіцієнт спотворення приймають рівним 1, у цьому випадку отримують збільшення лінійних розмірів в {\displaystyle {\frac {1}{0{,}82}}\approx 1{,}22} рази.

### Косокутна фронтальна ізометрична проєкція
Вісь Z' спрямована вертикально, кут між віссю X' і Z' становить 90°, вісь Y' розташована з кутом нахилу 135° (допускається 120° та 150°) до осі Z'.
Фронтальна ізометрична проєкція виконується по осях X', Y' і Z' без спотворення. Криві, що паралельні до фронтальної площини проєктуються без спотворень.

### Косокутна горизонтальна ізометрична проєкція
Вісь Z' спрямована вертикально, між осями Z' і Y' кут нахилу становить 120° (допускається 135° і 150°), при цьому зберігається кут між осями X' та Y' рівним 90°.
Горизонтальну ізометричну проєкцію виконують без спотворень по осях X', Y' та Z'.
Криві, які паралельні до горизонтальної площини проєктуються без спотворень.

## Візуалізація
Ізометричний вид об'єкта можна отримати, обравши напрям огляду таким чином, щоб кути між проєкцією осей X, Y та Z були однаковими і становили 120°. Для прикладу, якщо взяти куб, це можна виконати спрямувавши погляд на одну з граней куба, після чого повернути куб на ±45° навколо вертикальної осі і на ±arcsin (tan 30°) ≈ 35,264° навколо горизонтальної осі. При цьому контур ізометричної проєкції куба утворить правильний шестикутник.
Інший шлях візуалізації ізометричної проєкції полягає у розгляді виду кубічної кімнати з верхнього кута з напрямом погляду у протилежний нижній кут. Вісь X тут спрямована діагонально вниз і вправо, вісь Y — діагонально вниз і вліво, вісь Z — прямо вгору. Лінії, проведені здовж осей утворюють між собою кут 120°.

## Матричні перетворення
Існує вісім різних варіантів отримання ізометричної проєкції в залежності від того, у який октант дивиться спостерігач. Ізометричне перетворення точки {\displaystyle a_{x,y,z}} у тривимірному просторі в точку {\displaystyle b_{x,y}} на площині при погляді у перший октант може бути математично описане за допомогою матриць повороту наступним чином. Спочатку, виконується поворот навколо горизонтальної осі (тут x) на α = arcsin (tan 30°) ≈ 35,264° і навколо вертикальної осі (тут y) на β = 45°:
{\displaystyle {\begin{bmatrix}\mathbf {c} _{x}\\\mathbf {c} _{y}\\\mathbf {c} _{z}\\\end{bmatrix}}={\begin{bmatrix}1&0&0\\0&{\cos \alpha }&{\sin \alpha }\\0&{-\sin \alpha }&{\cos \alpha }\\\end{bmatrix}}{\begin{bmatrix}{\cos \beta }&0&{-\sin \beta }\\0&1&0\\{\sin \beta }&0&{\cos \beta }\\\end{bmatrix}}{\begin{bmatrix}\mathbf {a} _{x}\\\mathbf {a} _{y}\\\mathbf {a} _{z}\\\end{bmatrix}}={\frac {1}{\sqrt {6}}}{\begin{bmatrix}{\sqrt {3}}&0&-{\sqrt {3}}\\1&2&1\\{\sqrt {2}}&-{\sqrt {2}}&{\sqrt {2}}\\\end{bmatrix}}{\begin{bmatrix}\mathbf {a} _{x}\\\mathbf {a} _{y}\\\mathbf {a} _{z}\\\end{bmatrix}}}
Далі виконується ортогональна проєкція на площину x-y:
{\displaystyle {\begin{bmatrix}\mathbf {b} _{x}\\\mathbf {b} _{y}\\0\\\end{bmatrix}}={\begin{bmatrix}1&0&0\\0&1&0\\0&0&0\\\end{bmatrix}}{\begin{bmatrix}\mathbf {c} _{x}\\\mathbf {c} _{y}\\\mathbf {c} _{z}\\\end{bmatrix}}}
Інші сім можливих видів отримуються поворотом до протилежно розташованих напрямів та/чи інверсією напряму погляду.

## Обмеження аксонометричної проєкції

Ізометричний рисунок з блакитною кулькою, що розташована на два рівні вище від червоної

Як і в інших видах паралельних проєкцій, об'єкти в аксонометричній проєкціях не виглядають більшим або меншими при наближенні чи віддаленні від спостерігача. Це є корисним в архітектурних креслениках і зручним у спрайто-орієнтаваних комп'ютерних іграх, але, на відміну від перспективної (центральної) проєкції, приводить до відчуття спотворення, оскільки оком чи при фотографуванні об'єкти сприймаються по іншому.
Часто виникають ситуації, коли глибину і висоту неможливо оцінити, як продемонстровано на ілюстрації приведеній справа. На цьому ізометричному рисунку блакитна кулька розташована на два рівні вище за червону, але цього неможливо побачити, якщо дивитись лише на ліву половину картинки. Якщо виступ, на якому знаходиться блакитна кулька, розширити на один квадрат, то він опиниться точно поряд з квадратом, на якому знаходиться червона кулька, створюючи оптичну ілюзію, ніби то обидві кульки перебувають на одному рівні.
Додаткова проблема, що є специфічною для ізометричної проєкції — складність визначення, який бік об'єкту спостерігається. За відсутності тіней і для об'єктів, що є взаємно перпендикулярними і сумірними, складно визначити, яка із сторін є верхньою, нижньою чи бічною. Це стається через приблизну рівність за розміром і площею проєкцій такого об'єкту.
Більшість сучасних комп'ютерних ігор переважно базуються на перспективній тривимірній графіці. Однак експлуатація проєкційних ілюзій є популярною в оптичному мистецтві — такому, як роботи з серії «неможливої архітектури» Ешера. Водоспад (1961) — гарний приклад, у якому будівля в основному ізометрична, у той же час як блідий фон використовує перспективну проєкцію. Друга перевага полягає у тому, що у кресленні навіть новачки легко можуть будувати кути в 60° з використанням циркуля та лінійки.